# 서산동부전통시장
서산동부전통시장은 충청남도 서산시 시내에 위치한 전통시장이다. 1956년에 '동부시장'이라는 이름으로 처음 개장하였으며, 2011년 지금의 이름으로 바뀌어 이어져 오고있다. 충남 서북부 권역에서는 최대 규모로 해당 지역을 대표하는 시장이기도 하다. 주소는 충청남도 서산시 동문동 900 (시장 3길)이다.

## 역사
1956년에 '서산동부시장'이라는 이름으로 처음 개장하였다. 1969년에는 상공친목회가 창립되었으나 1972년에 해체되었다. 1970년 12월 29일 한 점포에서 온돌 과열로 시작된 불이 번지면서 45점포가 전소되는 피해가 발생하자 이듬해 1971년에는 시장 자체 자위소방대를 발족하였다.
1999년에는 서산동부시장조합이 법인으로 설립되었으며, 2006년에는 상인회 등록이 허가되었다. 2007년에는 서산동부재래시장 상인회 법인이 설립되었다. 2010년에는 부녀회가 발족하였으며, 2011년에는 '서산동부전통시장' 상인회로 법인 명칭을 개정하였다.
2012년과 2013년, 2014년에는 3년 연속 전국최우수시장으로 선정되는 영예를 안았다. 2013년에는 일정 금액 이상 구매고객에게 할인쿠폰을 지급하는 제도를 시행하였다. 2014년에는 수산물 전문 대연상가가 신축되었으며, 갯마을 협동조합이 설립되었고 자체 시장방송국도 개국하였다. 2015년에는 전국우수시장박람회에서 전통시장 활성화 유공으로 서산시가 대통령상을 수상하였다. 2017년 10월에도 전국우수시장박람회 대통령상을 수상하였다.

## 시설
서해안과 인접한 서산시의 지리적 특성상 바다에서 생산되는 수산물 시장을 비롯, 채소시장, 주단포목 의류시장, 철물기계시장, 먹거리시장 등 다양한 업종의 점포가 입주해 있는 공설시장이다. 2017년 현재 280여개 점포와 200여 좌판 노점상이 입점해 있다. 토지면적은 23,488m², 시설면적은 6,630m²에 달하며 등록 시장상인수는 총 568명이다.